# Torneio Internacional Cidade de São Paulo de 2019
O Torneio Internacional de Futebol Feminino de 2019, ou Torneio Uber Internacional de Futebol Feminino de Seleções, por motivos de patrocínio, essa é a nona edição da competição de seleções nacionais de futebol feminino, sendo organizado pela Confederação Brasileira de Futebol e Federação Paulista de Futebol.
Conta com as seleções do Brasil, Argentina, Costa Rica e Chile e será disputado entre 29 de agosto e 1 de setembro. os jogos serão no Estádio do Pacaembu, em São Paulo.

## Regulamento
A competição terá quatro jogos que serão disputados em rodadas duplas. Os dois vencedores passam automaticamente para a final. Em consequência, as duas equipes que perderem irão disputar o terceiro lugar.

## Transmissão
A TV Cultura vai transmitir em parceria com o SporTV sendo que a primeira vai transmitir somente 3 dos 4 jogos na TV aberta e o canal pago transmitirá todos os 4 jogos.

## Equipes participantes
| Equipe     | Confederação | Títulos                                       |
| ---------- | ------------ | --------------------------------------------- |
| Brasil     | CONMEBOL     | 7 (2009, 2011, 2012, 2013, 2014, 2015 e 2016) |
| Argentina  | CONMEBOL     | —                                             |
| Costa Rica | CONCACAF     | —                                             |
| Chile      | CONMEBOL     | —                                             |

## Primeira fase
| 29 de agosto de 2019 | Costa Rica | 0 - 1         | Chile           | Estádio do Pacaembu, São Paulo |
| 19:00                |            | Globo Esporte | 48' Aedo Yanara | Árbitro: BRA                   |

| 29 de agosto de 2019 | Brasil                                                           | 5 - 0             | Argentina | Estádio do Pacaembu, São Paulo                    |
| 21:30                | Ludmila 19' · Formiga 33' · Debinha 35' · Érika 60' · Juncos 84' | CBF Globo Esporte |           | Público: 13 180 Árbitro: BRA Edina Batista (FIFA) |

## Disputa do terceiro lugar
| 1 de setembro de 2019 | Costa Rica                                  | 3 – 1        | Argentina         | Estádio do Pacaembu, São Paulo |
| 10:30                 | Chinchilla 28', 49' · Herrera Melissa 90+5' | [ Relatório] | 57' James Soledad | Árbitro: BRA                   |

## Final
| 1 de setembro | Chile | 0 – 0     | Brasil | Estádio do Pacaembu, São Paulo      |
| 13:00         |       | Relatório |        | Árbitro: BRA Deborah Cecilia (FIFA) |

|                                                   |       | Penalidades                                               |  |
| Lara Balmaceda Hidalgo Pardo Endler Roa Aedo Toro | 5 – 4 | Raquel Mônica Chú Bia Zaneratto Luana Bruna Fabiana Joyce |  |